# Спаське (Сорочинський міський округ)
Спа́ське (рос. Спасское) — село у складі Сорочинського міського округу Оренбурзької області, Росія.

## Населення
Населення — 203 особи (2010; 260 у 2002).
Національний склад (станом на 2002 рік):
- росіяни — 82 %